# Túnel de la Calle Montague
El túnel de la Calle Montague es operado por los trenes de los servicios M y R del metro de la ciudad de Nueva York bajo el East River entre Manhattan, Nueva York y Brooklyn, Nueva York.  Abrió como un servicio de ingresos el domingo, 1 de agosto de 1920 a las 2 A.M. con un horario asueto, el mismo día que el túnel de la Calle 60.  El servicio regular empezó el lunes, 2 de agosto de 1920. Los dos nuevos túneles permitieron que los pasajeros pudieran viajar 18 millas de Coney Island, sobre Manhattan, hacia Queens por solo 5 centavos.  El costo original fue de $9,867,906.52, casi el doble que el túnel de la Calle 60. 